# Adolf Göggel
Adolf Göggel (* 28. Juni 1880 in Koblenz; † 13. Februar 1959 in Grevenbroich) war ein deutscher Kommunalpolitiker und ehrenamtlicher Landrat (CDU).

## Leben und Beruf
Nach dem Schulbesuch war Göggel von 1908 bis 1910 bei der Militärverwaltung und anschließend in Dortmund und Düsseldorf bei der Polizeiverwaltung tätig. Nachdem er kurze Zeit in Suwałki Bürgermeister war, schlossen sich ab 1919 bis 1945 Tätigkeiten beim Kreis Düsseldorf, Kreis Neuss und bei der Regierung in Düsseldorf an. Bei der Bezirksregierung war er als Gemeindeprüfer beschäftigt.
Er war verheiratet.

## Abgeordneter
Dem Kreistag des Kreises Grevenbroich gehörte er vom 30. Oktober 1946 bis zum 15. November 1956 an. Von 1945 bis 1948 war Göggel Mitglied der Amtsvertretung des Amtes Norf.

## Öffentliche Ämter
Vom 29. November 1949 bis zum 15. November 1956 war er Landrat des Kreises Grevenbroich. Von 1945 bis 1948 war er Amtsbürgermeister des Amtes Norf und von 1946 bis 1948 kommissarischer Bürgermeister der Stadt Norf.

## Sonstiges
Am 1. September 1954 wurde ihm das Bundesverdienstkreuz I. Klasse anlässlich der Einweihung des neuen Kreishauses verliehen. Die Ehrenbürgerschaft der Stadt Norf erhielt Göggel am 23. Oktober 1956.